# Дани дружења
Дани дружења је традиционална манифестација која се одржава у Старчеву. Организатори су Месна заједница Старчево, Дом културе „29. новембар”, Креативни културни клуб, спортски клубови и удружења грађана уз подршку волонтера.

## Историјат
Манифестација „Дани дружења” је основана 1996. године. Повезује две славе (Огњена Марија и Свети Пантелејмон) и у програму учествују сва удружења грађана насељеног места Старчево. Свакодневно се нуде различити садржаји: концерти, изложбе, књижевне вечери, спортски догађаји и други видови дружења и забаве. Централно дешавање је додела признања „Заслужни Старчевац” који Месна заједница Старчево додељује појединцима и колективима који су се нарочито истакли својим активностима, са циљем награђивања резултата и залагања суграђана и њиховог рада.
Манифестација се 2023. године одржала од 29. јула до 13. августа, а 2024. од 27. јула до 11. августа.

## Програм
У оквиру Дана дружења организују се:
- турнири у тенису, малом фудбалу, одбојци на песку, доминама, шаху, мини–баскету (3×3), јамбу и ремију,
- такмичења у гађању глинених голубова, пикаду, припремању гулаша и бацању камена с рамена,
- целовечерњи концерти, концерти тамбурашке и популарне класичне музике и рок концерти,
- продајна изложба пчелињих производа, вина и рукотворина,
- дечји програми,
- изложба кућних љубимаца,
- Међународни сусрет рагби ветерана,
- Извиђачки вишебој,
- „Неолитиска ноћ” – Старчево кроз векове,
- „Бициклијада и ролеријада” и друго.